# Peramphithoe stypotrupetes
Peramphithoe stypotrupetes är en kräftdjursart som beskrevs av Chris Conlan och Chess 1992. Peramphithoe stypotrupetes ingår i släktet Peramphithoe och familjen Ampithoidae. Inga underarter finns listade i Catalogue of Life.